# Iglesia de Nuestra Señora del Carmen (Aracena)
La Iglesia de Nuestra Señora del Carmen es un templo católico situado en la localidad de Aracena (Andalucía, España).

## Historia
La iglesia data de los siglos XVI-XVII. Fue sede del convento de frailes carmelitas fundado el 11 de septiembre de 1557 en la Ermita de San Pedro y trasladado hasta este emplazamiento en 1562. Entre 1597 y 1607 fue, asimismo, sede de la cátedra de latín fundada por Benito Arias Montano.
Fue saqueado por las tropas francesas a principios del siglo XIX, por lo que en 1812 empezaron obras de restauración que se repitieron un siglo después. En 1915 fue derribado el claustro del convento carmelita anexo, que había sido desamortizado en el siglo XIX. En su lugar se construyó un mercado diseñado por Aníbal González. Sufrió un nuevo asalto en julio de 1936, al inicio de la Guerra Civil, que destruyó gran parte de su patrimonio artístico. El templo fue elevado a parroquia por decreto episcopal de 1 de noviembre de 1955, aunque actualmente asume sus funciones la Parroquia de la Asunción.

## Descripción
El aspecto exterior del templo, de ladrillo desnudo, se debe en gran parte a la restauración de 1911. En el piñón de la fachada principal hay una escultura moderna de bronce de la Virgen del Carmen, del escultor local Pepe Antonio Márquez.
El templo sigue la estructura de las iglesias mudéjares sevillanas, pero pasada por un tamiz clasicista que asoma en los arcos de medio punto o la cabecera en forma de cruz latina. La nave central se cubre con techumbre de madera de par y nudillos. La bóveda del crucero presenta pinturas del siglo XVII con cuatro papas vinculados a la orden del Carmelo, como Telesforo y Dionisio. Se remata con el escudo de la Orden y presenta una profusa decoración vegetal. Las pechinas que la sustentan muestran cuatro cartelas con la inscripción "Ave María Gratia Plena" ("Dios te salve, María, llena eres de gracia").
El patrimonio mueble ofrece algunos retablos recompuestos con fragmentos recuperados de piezas barrocas del siglo XVIII y neoclásicas del XIX. En la imaginería hay que reseñar las tallas de las cofradías penitenciales. El Cristo del Amor fue tallado por Juan Manuel Miñarro en 1993, un año antes de gubiar a la Virgen de la Candelaria. La Hermandad de la Soledad expone, por su parte, el Cristo Yacente tallado por Antonio Perea en 1959 y a la Virgen de la Soledad, obra de Manuel Vergara de 1937, que llegó a Aracena tras ser efímeramente titular de la Hermandad de San Roque de Sevilla. Sus primeros estatutos datan de 1668. Además, por las capillas y las naves se esparcen algunas pinturas del siglo XIX de factura popular.
La mayor parte del ajuar litúrgico proviene de la Parroquia de la Asunción: un hostiario gótico de la primera mitad del siglo XVI, una cruz procesional plateresca y una bandeja de la misma época, o dos ciriales manieristas atribuidos a Hernando de Ballesteros. El tesoro se completa con un crucificado de marfil del siglo XVII.